# Muntingia
Classification APG III (2009)
Genre
Muntingia est un genre de plante de la famille des Muntingiaceae ne comprenant qu'une seule espèce de plante, Muntingia calabura
. Elle est native des néotropiques, du Mexique à la Bolivie.

## Noms vernaculaires
Les noms communs incluent :
- Français : fruit de Kerson, Arbre à calabur, capulin, cerise de Jamaïque, baies de Panama, arbre à fraise, cerisier d'ornement, arbre à fruits à la confiture, cerisier de Singapour, cerisier des Indes occidentales[2],[3].
- Espagnol : cereza, memiso, nigua, bolaina, capulin blanco, puan,chitato, pasito (Colombie); yumanaza, cerezo caspi (Pérou)[2],[3].
- Tagalog : aratiles, datiles, ratiles, latires[2].
- Français : bois ramier, cerisier de Panama[2],[3].
- Tamil : Sarkarai Pala Maram, Seeni Pala Maram[2].
- Kannada : gasagase hannina mara[2].
- Iloko : seresa, zanitas[2].
- Indonésien : kersen, talok[2].
- Malais : kerekup Siam, ceri kampung, ceri Melayu[réf. nécessaire].
- Suédois : panamabär[2].
- Khmer : krakhob barang[2].
- Thaï : takhop farang[2].
- Vietnamien : trứng cá[2].
- Portugais : calbura, pao de seda; calabura, curumi, pau de seda (Brésil)[2].

## Description

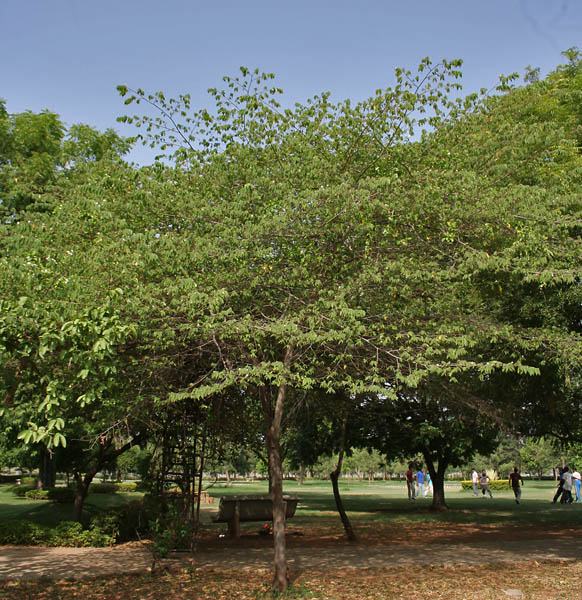
Un arbre à Hyderabad en Inde.

Muntingia calabura est un arbuste ou un arbre atteignant 12 m de haut et aux branches épaisses.
Les feuilles sont alternes, distiques, oblongues ou lancéolées, mesurent 4–15 cm de long et 1–6 cm de large, ont un bord denté et sont recouvertes de poils courts,,.
Les fleurs sont petites (jusqu'à 3 cm de large), solitaires ou en inflorescences de 2-3 fleurs. Elles comportent 5 sépales lancéolés, poilus, 5 pétales blancs obovés, de nombreuses étamines à anthères jaunes et un ovaire lisse ovoïde,,.
Le fruit est une baie comestible, rouge à maturité, d'environ 1,5 cm de large,.

## Distribution et habitat
Muntingia calabura est originaire du sud du Mexique, des Caraïbes, de l'Amérique centrale et de l'ouest de l'Amérique du Sud, jusqu'en Bolivie et en Argentine,,. Il est présent en climat tropical dans les zones de plaine perturbées, depuis le niveau de la mer jusqu'à 1000 m d'altitude,.

## Écologie
Cette espèce colonise les habitats perturbés dans les basses terres tropicales, faisant ainsi partie de la végétation secondaire, ainsi que les galeries forestières,. Il prospère dans un sol pauvre, capable de tolérer les conditions acides et alcalines et la sécheresse, mais ne se développe pas dans des conditions salines.
Les graines sont dispersées par les oiseaux et les roussettes.
Bien qu'originaire d'Amérique tropicale, M. calabura a été introduit en Asie du Sud-Est et naturalisé là-bas et dans d'autres régions tropicales du monde,,.

## Utilisations

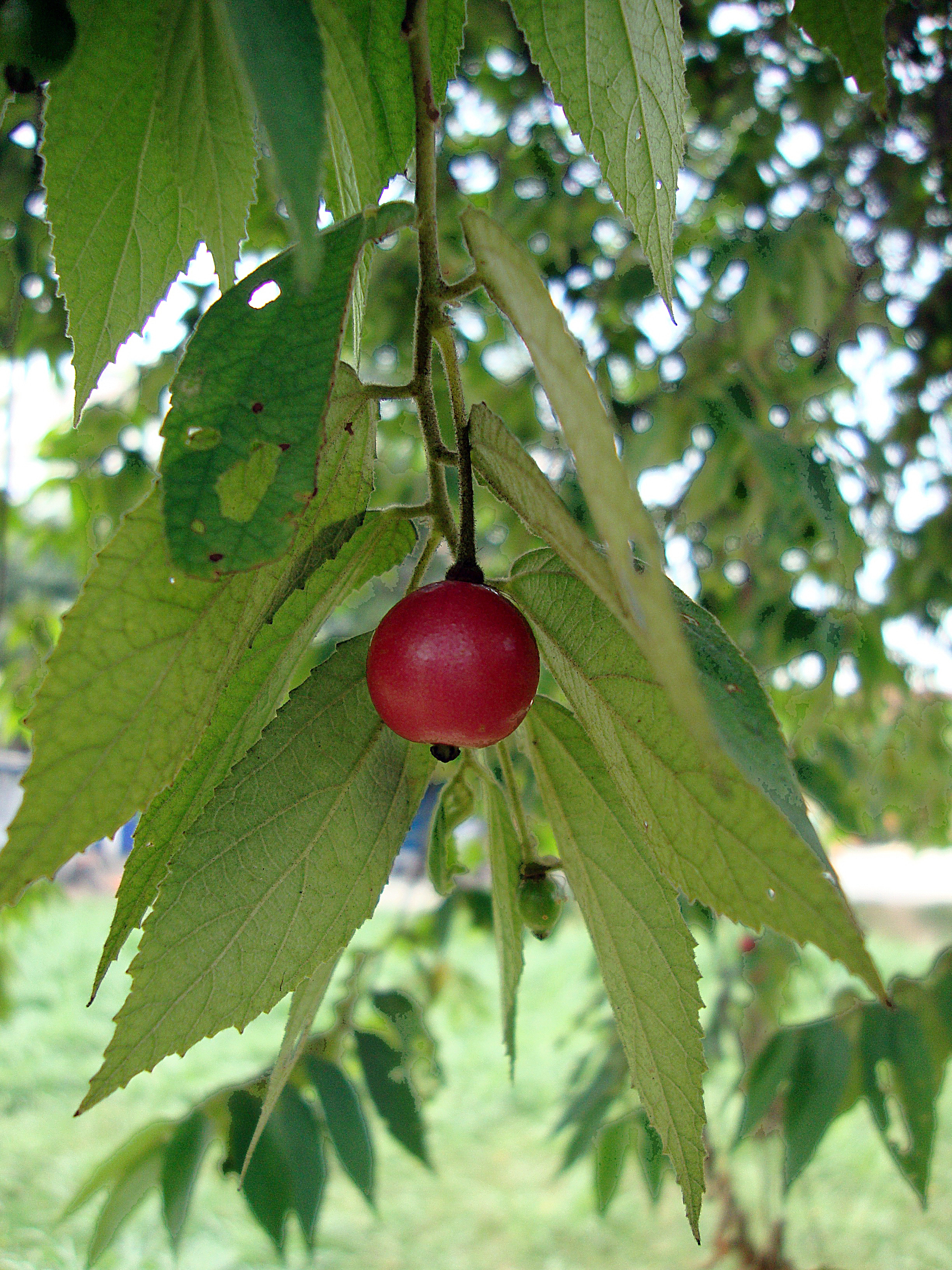
Fruits et feuilles

M. calabura est planté comme source de bois et de combustible. Son bois tendre est utilisé dans la construction rurale, tandis que son écorce est fibreuse et sert à la fabrication de cordes,.
Les fruits sont comestibles et dans certains cas vendus sur les marchés, car ils peuvent être consommés crus ou transformés en confiture. Les feuilles peuvent être utilisées pour faire du thé,. Des utilisations médicinales traditionnelles ont également été rapportées pour les feuilles (maux de tête, problèmes de prostate, réduction des ulcères gastriques), l'écorce (antiseptique), les fleurs (antiseptique, réduire l'enflure, antispasmodique) et les fruits (problèmes respiratoires; anti-diarrhéique),,.
Il peut être planté comme une espèce ornementale et aussi parce que les fleurs sont une source de nectar et de pollen pour l’apiculture. Au Brésil, l’arbre est également planté au bord d’une rivière, car les fruits tombés attirent les poissons.
M. calabura a le potentiel d’être une espèce utile pour la restauration des zones perturbées et la lutte contre l’érosion des sols. Il offre également un abri à la faune, car il constitue une source de nourriture pour environ 60 espèces d'oiseaux et de mammifères.

## Culture
Cette espèce ne supporte pas le gel, et les températures en dessous de 5°C peuvent l'endommager gravement. En général, cet arbre est adapté aux zones USDA 10-11, ce qui correspond à des régions sans gel ou avec des températures minimales au-dessus de 0°C.
M. calabura peut se multiplier à partir de graines, de plants ou de boutures. Au Costa Rica, les graines tombent pendant la saison des pluies, mais nécessitent des conditions de lumière et de température propres aux trouées forestières,. Lors d'un test où des graines ont été placées dans une serviette en papier humide, 44% des graines ont germé à la lumière blanche à 25 °C, tandis qu’aucune d’entre elles n'a germé dans des conditions d'obscurité.